# Theisau
Theisau ist ein Kirchdorf mit 238 Einwohnern und ein Gemeindeteil von Burgkunstadt im Landkreis Lichtenfels.

## Geografische Lage
Theisau liegt auf 280–340 m ü. NHN, am südlichen Ende des Steingrabens, eines kurzen Tals im obermainischen Bruchschollenland. Die amtliche Höhe wird mit 289 m ü. NHN angegeben. Durch das Dorf verläuft die B 289. Der Main fließt direkt am südlichen Ortsrand vorbei. Rund 2,5 Kilometer westlich von Theisau befindet sich der Stadtkern von Burgkunstadt.

## Geschichte

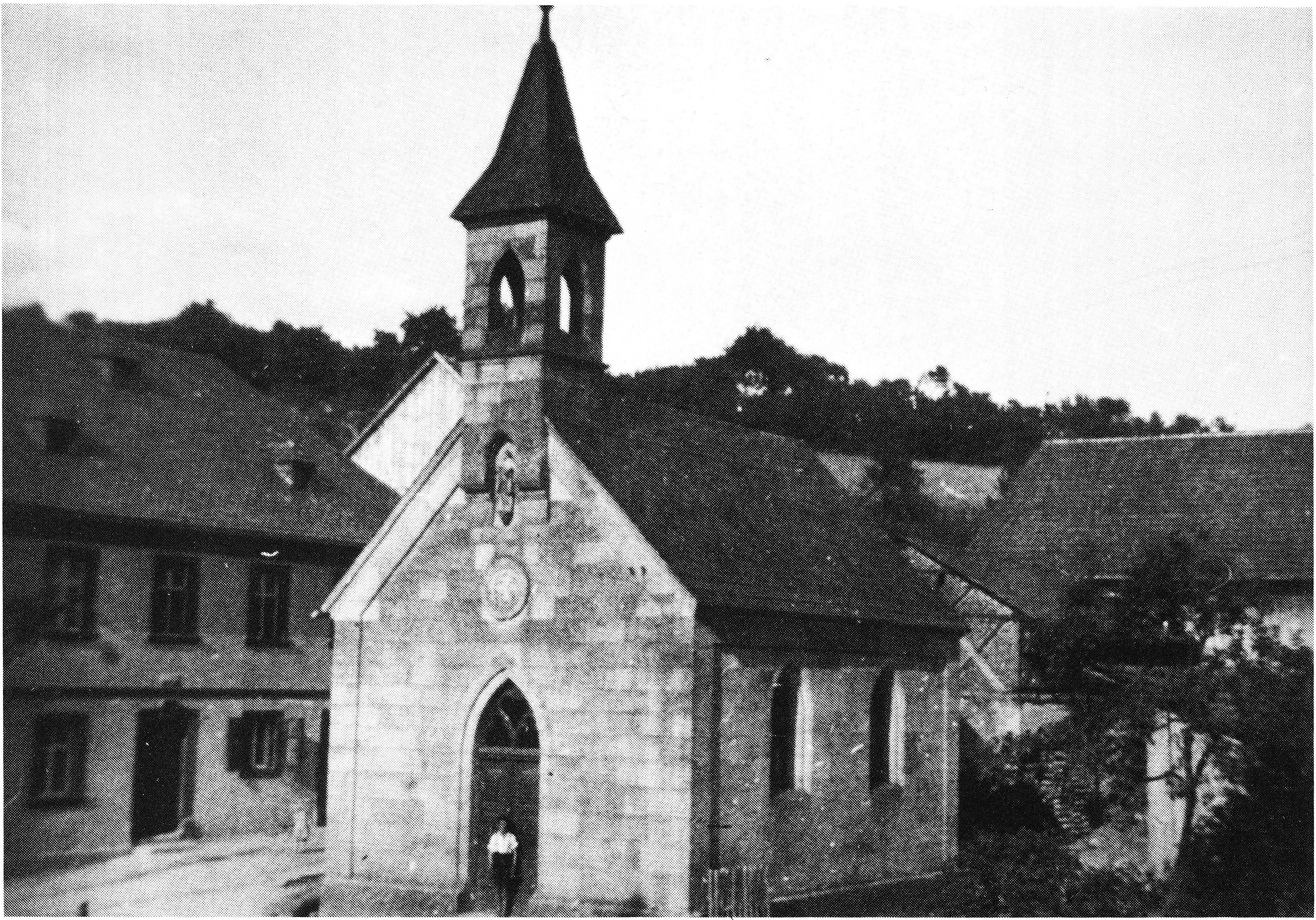
Die Dorfkapelle von Theisau im Jahr 1934

Historische Ansichten von Theisau
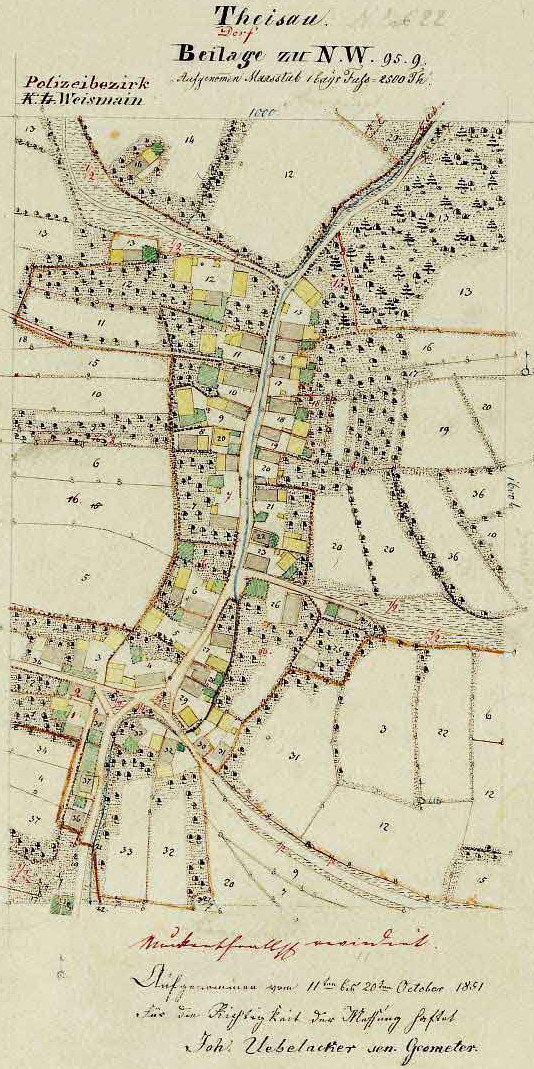
Historischer Ortsplan von Theisau aus dem Jahr 1851
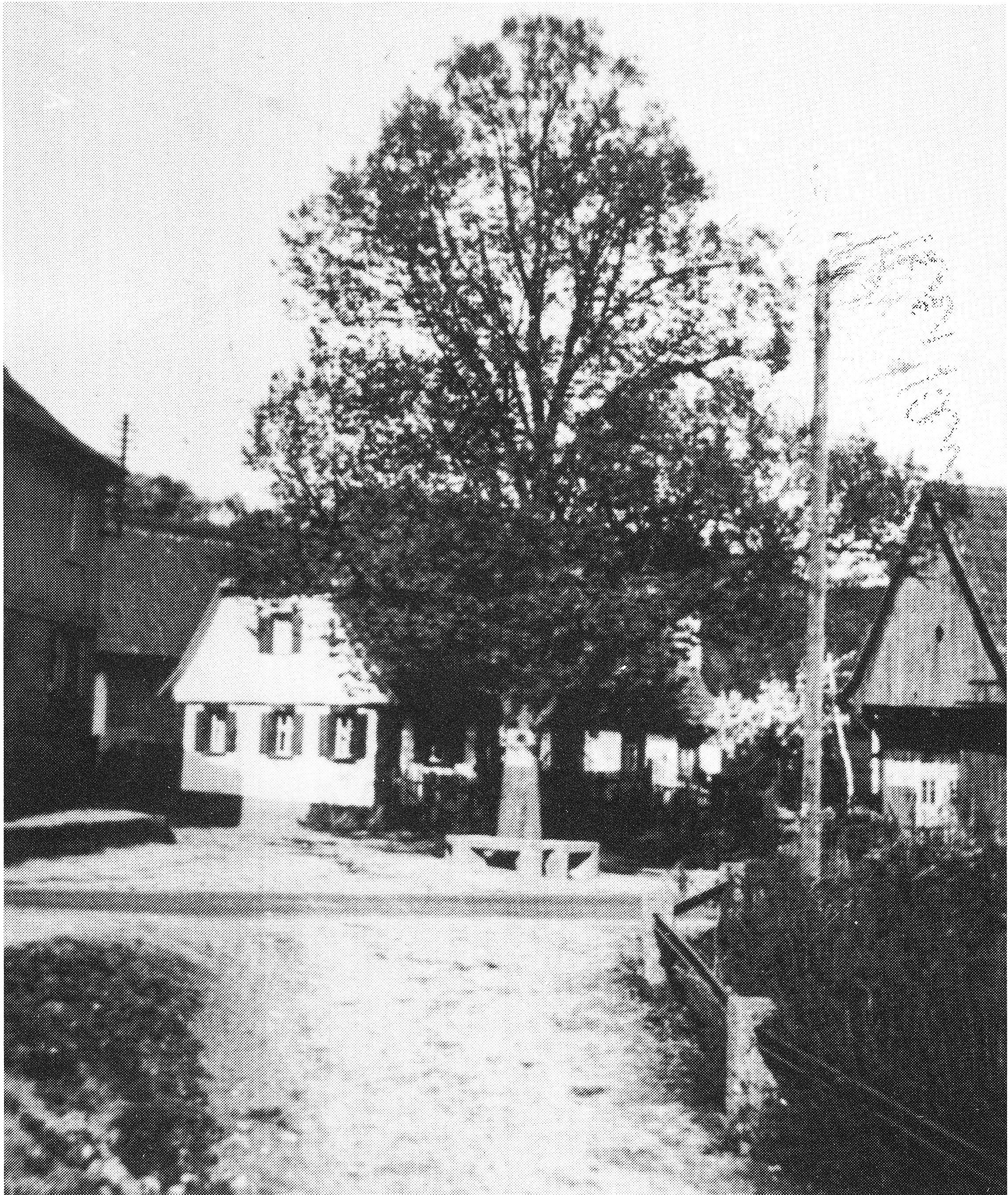
Die alte Dorflinde von Theisau im Jahr 1934 an der heutigen B 289

Gegründet wurde Theisau vermutlich als slawische Siedlung Ende des 1. Jahrtausends n. Chr. im überwiegend fränkischen Herrschaftsgebiet. Erstmals schriftlich erwähnt wurde der Ort am 8. April 1251 in einer Urkunde über einen Gerichtsprozess des Bamberger Erzbischofs Heinrich I. auf dem oberen Hügel bei Mainklein. Am selben Tag bestätigte er die Schenkung des Bamberger Erblehens „Disou“ an das Kloster Langheim durch „Ramung Henlein von Plassenberg“. Aus dem bischöflichen Güterverzeichnis von 1348 geht hervor, dass Theisau bis 1348 als Teil des Klosters Langheim dem Bischof von Bamberg gehörte und an Iring von Redwitz verpfändet war.
Am 7. Januar 1698 wurde die erste Dorf- und Gemeindeordnung von Theisau durch den damaligen Oberamtmann zu Weismain, „Seiner hochgnädigen Herren, Herrn Heinrich Christoph Heuslein von Eyßenheimb und Herrn Johann Nikolaus Förtschens, derzeit Rats- und Amtsvogt zu Burgkunstadt“ erlassen. Um die darin festgelegten Verordnungen durchzusetzen, wurden ein Schultheyß (Bürgermeister) und ein Dorfmeister (Ortsführer) ernannt.
Nach der Säkularisation kam Theisau zur Kirchengemeinde Altenkunstadt. Rund 55 Jahre später, 1855, kam das Dorf zur Kirchengemeinde Burgkunstadt. Die neugotische Kapelle in Theisau wurde um 1880 errichtet und vermutlich am 15. Mai 1881 der Gottesmutter Maria geweiht. Der Ortspatron Theisaus ist der heilige Johannes Nepomuk, der im Ort bereits vor seiner Heiligsprechung im Jahr 1729 verehrt wurde. Davon zeugen u. a. eine Sandsteinfigur mit der Inschrift 1722, die noch an der Ortsdurchfahrt steht, und eine Holzfigur an der Kirchenfassade aus der zweiten Hälfte des 18. Jahrhunderts. Die beiden Glocken wurden von Georg Schnap aus Pfaffendorf und von Freiherr von Redwitz aus Maineck gestiftet.
Der Reit- und Fahrverein Theisau wurde am 24. November 1972 gegründet.
Am 1. Januar 1977 wurde Theisau nach Burgkunstadt eingemeindet. Bis dahin bildete das Dorf zusammen mit Mainklein eine Gemeinde.

### Einwohnerentwicklung
Die Tabelle gibt die Einwohnerentwicklung Theisaus anhand einzelner Daten wieder.
| Jahr | Einwohner | Quelle |
| ---- | --------- | ------ |
| 1803 | ~ 160     | [ 4 ]  |
| 1987 | 294       | [ 6 ]  |
| 2001 | 282       | [ 7 ]  |
| 2002 | 282       | [ 7 ]  |
| 2003 | 277       | [ 7 ]  |
| 2004 | 275       | [ 8 ]  |
| 2005 | 271       | [ 8 ]  |
| 2006 | 272       | [ 8 ]  |
| 2007 | 267       | [ 1 ]  |
| 2008 | 260       | [ 1 ]  |
| 2009 | 249       | [ 1 ]  |
| 2010 | 238       | [ 1 ]  |